# Prada и чувства
«Prada и чу́вства» (англ. From Prada to Nada) — американский фильм, романтическая кинокомедия режиссёра Анхеля Грасии. Продюсерами выступили Лиза Эллзи, Гэри Гилберт, Линда Макдонох, Крис Ранта и Джин Притцкер. За основу взят сюжет романа «Чувство и чувствительность» английской писательницы Джейн Остин. Над сценарием работали Крейг Фернандес, Фина Торрес и Луис Альфаро.
В мировой прокат фильм вышел 28 января 2011 года. Премьера в России — 7 июля.

## Сюжет
Две латиноамериканские сестры, оставшиеся ни с чем после скоропостижной кончины богатого отца, вынуждены переехать из роскошного особняка в Беверли-Хиллз к своей тётке, живущей в бедном районе Лос-Анджелеса, населенном выходцами из Мексики.
Нора устраивается на работу в местную фирму, занимающуюся юридическими услугами. За ней начинает ухаживать адвокат Эдвард Феррис, знаки внимания которого девушка отвергает.
Тем временем Мэри интересуется сосед Бруно, однако девушка равнодушна к нему и увлекается ассистентом профессора колледжа Родриго Фуэнтесом.
Личностные переживания сестёр и их духовный рост составляют сюжетную основу картины.

## В ролях
- Камилла Белль — Нора Домингес
- Алекса Вега — Мэри Домингес
- Эйприл Боулби — Оливия
- Уилмер Вальдеррама — Бруно
- Николас Д’Агосто — Эдвард Феррис
- Куно Бекер — Родриго Фуэнтес
- Адриана Барраса — Аурелия Домингес
- Алексис Айяла — Гейб Домингес
- Каталина Лопес[англ.] — Тринита
- Карла Соуса — Люси

## Награды и номинации
Полный перечень наград и номинаций — на сайте IMDB
| Премия                           | Категория                                           | Имя                | Результат |
| -------------------------------- | --------------------------------------------------- | ------------------ | --------- |
| ALMA 2011 г.                     | Любимая киноактриса (комедия/мюзикл)                | Алекса Вега        | Победа    |
| ALMA 2011 г.                     | Любимое кино                                        |                    | Номинация |
| Imagen Foundation Awards 2011 г. | Лучшая актриса второго плана (полнометражный фильм) | Адриана Барраса    | Победа    |
| Imagen Foundation Awards 2011 г. | Лучший актёр второго плана                          | Уилмер Вальдеррама | Номинация |